# I Want Tomorrow
I Want Tomorrow (от англ. „Искам утре“) е първият сингъл на ирландската певица, композиторка и музикантка Еня. Той излиза през 1987 г. като трето парче в дебютния ѝ албум Enya (който е селекция от музиката, която тя записва за саундтрака към телевизионния сериал на Би Би Си The Celts).

## Обща информация
Тъй като песента за кралицата Будика на британско-келтското племе ицени в Източна Англия е вече написана (Boadicea от същия албум), Дейвид Ричардсън – режисьор на сериала пожелава нова песен, която изобразява идеята за това „да бъдеш омагьосан“ от Будика, която се превръща в песента I Want Tomorrow.
За да засили продажбите и интереса към дебютния албум на Еня Enya, издателството в Европа – лейбълът Еделтон (германски и британски пазар) комерсиализира с отделно издание "I Want Tomorrow". През 1992 г., по повод премиерата на други издания на Еня в Австралия, PolyGram Australia издава и локалната версия на сингъла.
Тази песен се откроява с това, че е в нея е включена електрическа китара (изпълнявана от Арти Макглин). Това е една от двете песни на Еня, които се изпълняват частично на този инструмент (другата е My! My! Time Flies! – сингъл от 2009 г.)
Песента е включен в бокс сета на Еня от 1997 г. A Box of Dreams и в сборния ѝ албум от 2002 г. Only Time: The Collection.
В бележките към преизданието на албума от 1992 г. „I Want Tomorrow“ е описана от авторката на текста на песента Рома Райън просто като „мисли за настоящето“ (на англ. “thoughts of the present”).

## Текст
Това е единствената песен от албума Enya с текст на английски език. Той е дело на Рома Райън.
| Оригинален текст | Превод |
| --- | --- |
| [Verse 1] Dawn breaks; there is blue in the sky Your face before me Though I don't know why Thoughts disappearing like tears from the Moon [Verse 2] Waiting here, as I sit by the stone They came before me Those men from the Sun Signs from the heavens say I am the one [Chorus] Now you're here, I can see your light This light that I must follow You, you may take my life away So far away Now I know I must leave your spell I want tomorrow [Interlude] [Chorus] Now you're here, I can see your light This light that I must follow You, you may take my life away So far away Now I know I must leave your spell I want tomorrow | [Куплет 1] Пуква зора; има синева в небето Твоето лице пред мен Въпреки че не знам защо Мислите изчеват като сълзи от Луната [Куплет 2] Чакайки тук, като седя до камъка Те дойдоха пред мен Онези хора от Слънцето Знаци от небесата казват, че аз съм избраницата [Припев] Сега си тук, мога да видя светлината ти Тази светлина, която трябва да следвам Ти, ти можеш да отнесеш живота ми далеч Толкова далеч, далеч Сега знам, че трябва да оставя вълшебството ти Искам утре [Интерлюдия] [Припев] Сега ти си тук, мога да вида светлината ти Тази светлина, която трябва да следвам Ти, ти можеш да отнесеш живота ми далеч Толкова далеч, далеч Сега знам, че трябва да оставя вълшебството ти Искам утре |

## Видео
Видеото към песента е леко странно: очите на Еня светят и тя взривява кола с пръст. Тъй като не е представено в нито една от видео колекциите ѝ, то може да бъде придобито само чрез закупуването на DVD-то с документалния филм The Celts.

## Сингъл
Издаден е на различни носители през 1987, 1989 и 1992 г.
1-ва версия
- CD CD-RSL-201 Би Би Си UK (1987)
- 3" CD – CD RSL201 Би Би Си Нидерландия (1987) (с  5" адаптор)

| №  | Име               | Време |
| -- | ----------------- | ----- |
| 1. | I Want Tomorrow   | 4:03  |
| 2. | The Celts         | 2:56  |
| 3. | To Go Beyond (I)  | 1:19  |
| 4. | To Go Beyond (II) | 2:58  |

2-ра версия
- 12" LP – EDL 2511-5 Еделтон Германия (1989)
- CD – EDL 2511-0 Еделтон Германия (1989)

| №  | Име               | Време |
| -- | ----------------- | ----- |
| 1. | I Want Tomorrow   | 4:03  |
| 2. | Boadicea          | 3:30  |
| 3. | The Celts         | 2:56  |
| 4. | To Go Beyond (II) | 2:58  |

3-та версия
- 7" плоча – RESL 201 Би Би Си UK (1987)
- 7" плоча – EDL 2511-7 Еделтон Германия (1989)
- CD – BBCCDS201 Полиграм Австралия (1992) (син picture disc. Включва трета, неизброена песен, рекламираща албума Enya. В картонена опаковка)
- CD – BBCCDS201B Полиграм Австралия (1992) (червен picture disc, специално отпечатан за верига аудио магазини Brashs. Включва трета, неизброена песен, рекламираща албума Enya. В картонена опаковка.)
- Аудиокасета – BBCMCS201 Полиграм Австралия (1992)

| №  | Име             | Време |
| -- | --------------- | ----- |
| 1. | I Want Tomorrow | 4:03  |
| 2. | The Celts       | 2:56  |